# Baldomera Larra
Baldomera Larra Wetoret (Madrid, 1835 - La Habana, Cuba, 1915), hija del escritor español Mariano José de Larra y conocida por ser la autora del primer fraude piramidal del que se tiene noticia.

## Biografía
Mariano José de Larra y Josefa Wetoret se casaron el 14 de agosto de 1829. El matrimonio fue un fracaso, separándose pocos años después. Tuvieron tres hijos: Luis Mariano de Larra (que fue afamado libretista de zarzuelas, como El barberillo de Lavapiés), Adela y Baldomera, que tenían cuatro y dos años, respectivamente (Baldomera nació un 27 de febrero, fue bautizada María Dolores y se le cambió el nombre en la Confirmación), cuando Larra se suicidó, en 1837.
Doña Baldomera se casó con Carlos Montemar y Moraleda, médico de la Casa Real y hermano del diplomático y diputado Francisco de Paula Montemar, y su hermana Adela tuvo relación con el rey Amadeo de Saboya. Al renunciar Amadeo al trono en 1873, el marido de Baldomera emigró a América y dejó a su esposa con hijos pequeños en situación precaria en Madrid. Eso hizo que ella tuviera que acudir a prestamistas, a los que pagaba un elevado interés. Ese pudo ser el origen de su idea de negocio de préstamos.

## Pionera de las estafas piramidales
Rápidamente corrió por Madrid la fama de su negocio. Cada vez atraía a más clientes, por lo que fundó la Caja de Imposiciones, frente a la cual se formaban largas colas. Operaba a la vista de todos pagando un 30 por ciento mensual, con el dinero que le daban los nuevos impositores. Todo esto ocurría en los años setenta del siglo XIX. Incluso llegó a prometer al que le dejaba una onza de oro que en un mes la devolvería duplicada. Se cree que llegó a recaudar 22 millones de reales. El escritor Juan Eduardo Zúñiga cifra los afectados en 5000. Su fama trascendió fronteras, como lo demuestran periódicos de entonces como Le Figaro de París y L'Independance Belge de Bruselas.

## Fuga y detención
Doña Baldomera, que en sus inicios de prestamista algunos agradecidos llamaron la "madre de los pobres", era más conocida como La Patillas, por los dos tirabuzones que lucía pegados a las orejas. Si le preguntaban en qué consistía su negocio contestaba: "Es tan simple como el huevo de Colón". Si le decían cuál era la garantía de la Caja de Imposiciones en caso de quiebra, contestaba: "¿Garantía?, una sola: tirarse del viaducto", que desde entonces es elegido por algunos suicidas.
La quiebra le sobrevino en diciembre de 1876. Entonces desapareció con todo el dinero que pudo. Dos años después se supo que vivía bajo falsa identidad en Auteuil (Francia). Se pidió su detención y extradición. Una vez en España, se celebró un juicio. Adujo en su defensa que se fue porque acabó con menos ingresos que pagos por culpa de las informaciones negativas contra ella de la prensa.
La sentencia fue portada de El Imparcial y de La Época el 26 de mayo de 1879. Fue condenada a seis años de prisión. Sus colaboradores fueron absueltos. Baldomera lo fue poco después, gracias a una campaña de recogida de firmas, donde participaron desde gente sencilla hasta aristócratas. Muestra de su popularidad alcanzada son las canciones de la época como El gran camelo y Doña Baldomera.
De lo que pasó tras su salida de la cárcel hay varias versiones: Que vivió con su hermano Luis Mariano; que se fue a Cuba con su marido o que se fue a Buenos Aires y murió allí.

## Esquema Ponzi
Su método es el origen de lo que posteriormente se llamaría esquema Ponzi, bautizado así por Carlo Ponzi, quien tras salir de la cárcel se convirtió en asesor financiero de Mussolini y al que muchos le atribuyen, doblemente equivocados, ser el primero en este tipo de estafas piramidales cuando la pionera fue Baldomera Larra. Además, William Miller ya hizo una estafa piramidal en 1899. Después vendrían los casos de SOFICO (1974), Fidecaya (1982), Banesto (1993), Patrick Bennett (1996), Gescartera (2001), Haligiannis (2005), Fórum Filatélico y Afinsa (2006) y el entramado financiero de Bernard Madoff, entre otros.

## Baldomera Larra en la literatura
En el episodio nacional Cánovas de Benito Pérez Galdós se narra su estafa con el Banco Popular, su fuga a Suiza y detención en Francia. Aparece como un personaje secundario en la novela Baza de Espadas (tercera parte de El Ruedo Ibérico) de Ramon del Valle Inclan. En la novela histórica Hijas del Diablo de Ana B. Nieto Baldomera Larra, junto a su hermana Adela, es protagonista y se reconstruyen su vida, su matrimonio, la estafa a partir de hemeroteca y sus sentencias judiciales.